# 布雷特·羅西
布雷特·羅西（英語：Brett Rossi，1989年5月21日—），是一名美国色情女演員、成人模特兒、舞者和藝人。曾是2012年2月《閣樓》雜誌的閣樓寵物。

## 早年生活
羅西於1989年5月21日出生於美國加州方塔納，由她在南加州的母親和祖母撫養長大。她的祖母在模特兒行業有經驗，這成為羅西自身職業發展的資源。

## 演藝生涯
14歲時，她被星探發掘，並在Gottschalks和Forever 21的模特兒方面取得了成功。18歲時，她從伸展台的工作轉向了中間摺頁和魅力攝影。
2011年，她擔任霍華·史登電視小姐，並在霍華·史登的廣播節目中接受了採訪。同年，她還被《花花公子》評為當周網路女郎。2012年，羅西與成人電影公司《Twistys》簽約，並將其命名為二月閣樓寵物。
在這個行業中斷了幾年之後，羅西出現在Vivid Radio上，宣布她將重返成人行業，並表示她將在2016年2月之前開始她的第一次特色舞蹈之旅，重新進入這個行業。2016年2月1日，她宣布她簽了一份合約，成為凱登·克羅斯
和史托雅新公司「TrenchcoatX」的代言人。她出演了170多部成人電影，主要是女同性戀電影，並導演了一部名為《Girl Crushed 2》的成人電影。她還被著名攝影師西蒙·埃米特為《Twenty6》雜誌拍攝。
2018年5月，羅西在接受阿曼達·諾克斯和另一份出版物的採訪時，利用她的平台質疑色情明星的性虐待經歷。

## 個人生活
羅西嫁給了強納森·羅斯（不要與英國電視主持人混淆）。強納森·羅斯於2013年7月18日向羅西提出離婚，他們的離婚於2014年4月敲定。從2013年11月到2014年10月，她與演員查理·辛約會。他們於2014年2月宣布訂婚，並計劃在同年晚些時候舉行婚禮。他們於10月解除了婚約。一個月後，據報導，羅西因明顯藥物過量而住院。2015年，羅西在查理·辛宣布自己是愛滋病毒陽性後起訴他，並提出其他各種指控，例如“侵犯人身和暴力行為、情緒困擾、非法拘禁和過失”。

## 獎項和提名
| 年分 | 獎項   | 項目                        | 作品                                         | 結果 |
| ---- | ------ | --------------------------- | -------------------------------------------- | ---- |
| 2013 | AVN獎  | 最佳女/女性愛場景           | American Werewolf In London XXX: Porn Parody | 提名 |
| 2013 | AVN獎  | 最佳女/女性愛場景           | Nice Shoes Wanna Fuck                        | 提名 |
| 2013 | XBIZ獎 | 全女性最佳性愛場景          | Nice Shoes Wanna Fuck                        | 提名 |
| 2014 | AVN獎  | 最佳女/女性愛場景           | Girl Squared                                 | 提名 |
| 2014 | XBIZ獎 | 最佳性愛場景 - 全女性       | Neighbor Affair 17                           | 提名 |
| 2014 | XBIZ獎 | 年度女/女表演者             | 不適用                                       | 提名 |
| 2017 | AVN獎  | 最佳肛交性愛場景            | Brett Rossi Is Delicious                     | 提名 |
| 2017 | AVN獎  | 最佳三人性愛場景 - 男/男/女 | Brett Rossi Is Delicious                     | 提名 |
| 2017 | XBIZ獎 | 年度跨界之星                | 不適用                                       | 提名 |
| 2018 | AVN獎  | 最佳男/女性愛場景           | Oil Explosion 2                              | 提名 |
| 2018 | AVN獎  | 最佳女/女性愛場景           | Brett Rossi's Schoolgirl Massacre            | 提名 |
| 2018 | AVN獎  | 最佳女配角                  | Fantasy Factory                              | 提名 |
| 2018 | XBIZ獎 | 最佳場景 - 劇情發行         | Karma                                        | 提名 |
| 2018 | XBIZ獎 | 年度跨界之星                | 不適用                                       | 提名 |
| 2019 | AVN獎  | 最佳VR性愛場景              | Brett Rossi Upskirt                          | 提名 |
| 2019 | XBIZ獎 | 最佳場景 - 全性愛發行       | Sometimes I Share                            | 提名 |
| 2019 | XBIZ獎 | 最佳場景 - VR               | Lingerie Lovers                              | 提名 |
| 2020 | XBIZ獎 | 最佳性愛場景 - 情色主題     | Enchanted Arms                               | 提名 |